# Hybrid Multicore Parallel Programming
Hybrid Multicore Parallel Programming (HMPP) est un ensemble d'outils de développement au service de la programmation multi-cœurs hybride. HMPP est un produit commercial de CAPS entreprise.

## Description
La suite HMPP comprend deux outils :
- un compilateur C et Fortran ;
- un environnement d'exécution.

Plates-formes supportées :
- Debian 4.0 et supérieure ;
- RedHat Entreprise Linux 4.5 et supérieure ;
- RedHat Entreprise Linux 5.1 et supérieure.

## Les principes
L'idée fondatrice est : « Pour adresser le monde du multi-cœurs hybride le développeur doit annoter son application et non pas la modifier. »
De ce principe est né un jeu de directives de compilation. Lesquelles permettent la déclaration et l'appel de codelets, pouvant être déportés et exécutés sur des accélérateurs. 
Elles indiquent également les conditions d'exécution des codelets (synchrone, asynchrone, garde) et permettent aussi de spécifier les transferts de données.
Les codelets étant liés dynamiquement à l'application, HMPP peut, sans nécessiter de recompilation, utiliser de nouveaux accélérateurs ou même des versions améliorées des codelets. 

## Les directives HMPP
Les directives HMPP permettent l'exécution distante de partie de code ainsi qu'une gestion des transferts de données vers et depuis les accélérateurs matériels.

### Reconnaître une directive HMPP
<label> : identifiant unique pour un couple (codelet, callsite)
<directive type> : type de directive HMPP
<directive parameter> : paramètre de directive HMPP
[&] : permet de continuer la directive sur une nouvelle ligne

#### Langage C
#pragma hmpp <label> <directive type> [, <directive parameter>]* [&]

#### Langage Fortran
!hmpp <label> <directive type> [, <directive parameter>]* [&]

### Type des directives HMPP
Les directives principales sont :
- codelet
- callsite

La directive codelet permet de déclarer une fonction comme étant un codelet.
La directive callsite permet l'appel d'un codelet dans le code.

Les directives suivantes permettent une utilisation plus avancée (asynchronisme) :
- hmppGlobalInit
- synchronize
- advanceload
- delegatedstore
- release

## Publications
- CAPS boosts multicore software applications with HMPP www.hpcwire.com 12 juin 2008
- CAPS supports AMD FireStream processors www.hpcwire.com 22 juillet 2008
- An Evolutionary path for High Performance Heterogeneous Multicore Programming par François Bodin www.hpcwire.com 13 juin 2008